# Phrynocephalus pylzowi
Phrynocephalus pylzowi är en ödleart som beskrevs av  Jacques von Bedriaga 1909. Phrynocephalus pylzowi ingår i släktet Phrynocephalus och familjen agamer. Inga underarter finns listade i Catalogue of Life.